# Klaus Kinski
Klaus Kinski, pseudonimo di Klaus Günter Karl Nakszynski (Sopot, 18 ottobre 1926 – Lagunitas-Forest Knolls, 23 novembre 1991), è stato un attore e regista tedesco.

## Biografia

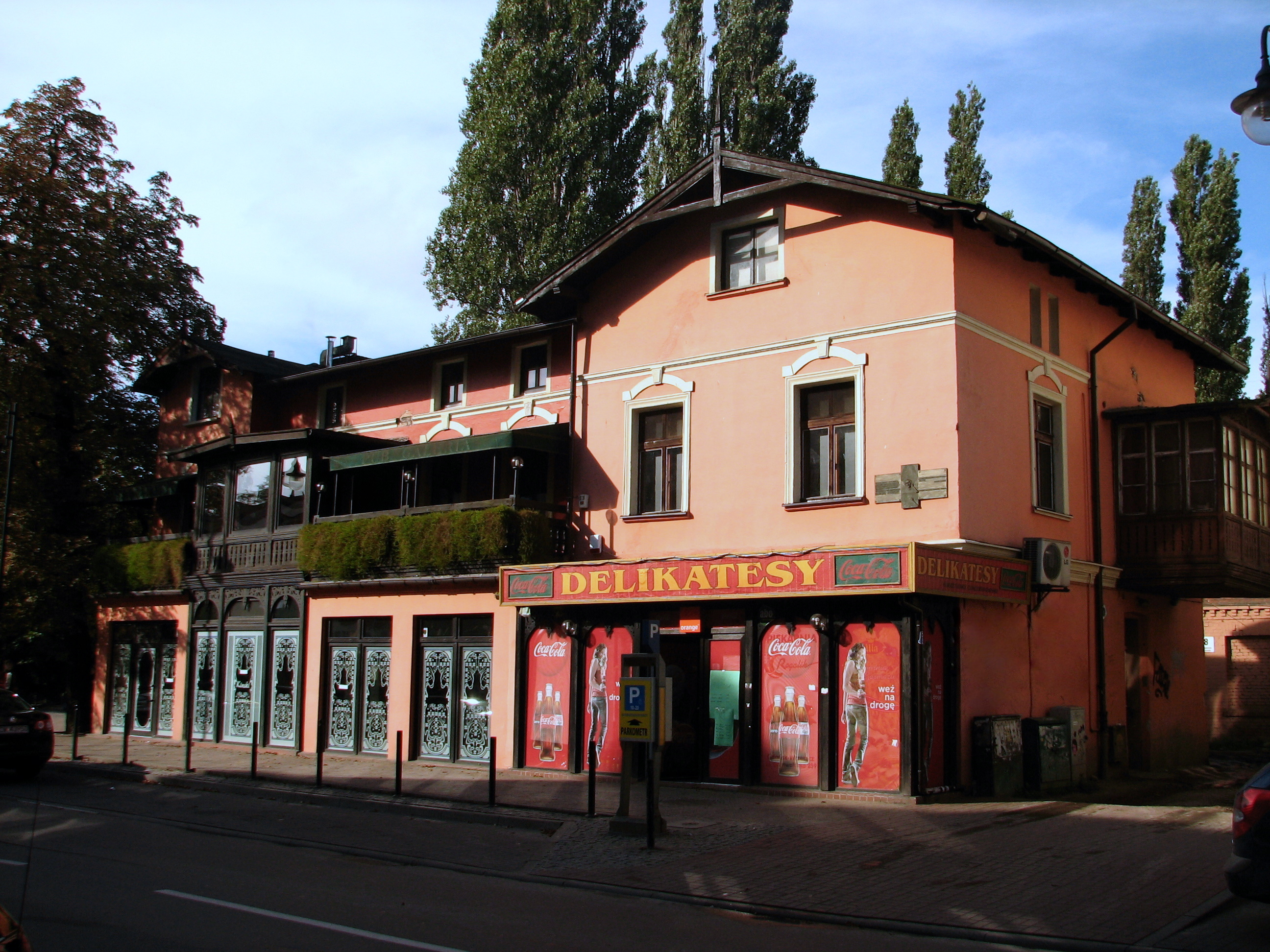
La casa di Sopot dove Kinski crebbe

Nacque a Sopot, parte della Città Libera di Danzica da padre Bruno Nakszynski, di professione medico, e da madre, Susanne Lutze. Aveva tre fratelli maggiori: Inge, Arne e Hans-Joachim. Si trasferì in seguito a Berlino con la madre, quando il padre era assente da casa per coltivare l'attività di cantante lirico. Nel 1943, all'età di 17 anni, si arruolò nella Wehrmacht, prestando servizio in un'unità di Fallschirmjäger. Nell'inverno del 1944, quando la sua unità fu trasferita nei Paesi Bassi occupati dai tedeschi, fu catturato dall'esercito britannico il suo secondo giorno di combattimento.
Nella sua autobiografia del 1988, affermò di aver deciso di disertare dalla Wehrmacht e di essere stato ricatturato dalle forze tedesche e condannato a morte da una corte marziale prima di fuggire e nascondersi nei boschi, incontrando successivamente una pattuglia britannica che gli sparò al braccio e lo catturò. Dopo essere stato curato per le sue ferite e interrogato, fu trasferito in un campo di prigionieri di guerra a Colchester, nell'Essex. La nave che lo trasportava in Gran Bretagna fu silurata da un sottomarino tedesco, ma arrivò sana e salva.
Qui iniziò la sua attività di recitazione negli spettacoli organizzati per i prigionieri: mentre era internato alla Berechurch Hall di Colchester, Kinski interpretò i suoi primi ruoli sul palcoscenico, prendendo parte a spettacoli di varietà volti a mantenere alto il morale tra i prigionieri. Nel maggio del 1945, alla fine della guerra in Europa, i prigionieri di guerra tedeschi erano ansiosi di tornare a casa. Kinski aveva sentito dire che i prigionieri malati sarebbero stati rimpatriati per primi, e cercò di qualificarsi stando all'aperto nudo di notte, bevendo urina e mangiando sigarette. Rimase comunque in buona salute, e fu rimpatriato in Germania nel 1946. Arrivato a Berlino, apprese che suo padre era morto durante la guerra e che sua madre era stata uccisa in un attacco aereo alleato sulla città.
Fece il suo esordio cinematografico nel secondo dopoguerra, quando ottenne un ruolo minore nella pellicola All'est si muore (1955) del regista László Benedek. Iniziò così una carriera come caratterista, interpretando soprattutto personaggi luciferini e violenti e partecipando a diverse pellicole internazionali, incluso un cammeo ne Il dottor Živago (1965) di David Lean. Nel 1965 partecipò, seppur sempre con un ruolo di contorno, a uno dei classici di Sergio Leone, Per qualche dollaro in più, in cui interpretò Wild, il gobbo della banda dell'Indio. Negli anni successivi l'attore continuò a lavorare in Italia, partecipando a numerosi spaghetti western, in cui interpretò generalmente il ruolo del cattivo. Tra le interpretazioni più significative di questo periodo, quelle di co-protagonista nel ruolo de "El Santo" in Quién sabe? (1966) di Damiano Damiani, del cacciatore di taglie Tigrero ne Il grande silenzio (1968) di Sergio Corbucci, il ruolo di protagonista in E Dio disse a Caino... (1970) di Antonio Margheriti e quello in La tamburina (1984). 
Dagli anni settanta cominciò la collaborazione con il regista tedesco (ed ex coinquilino negli anni giovanili) Werner Herzog, che lo scelse come protagonista di cinque dei suoi film e lo portò a conquistare fama internazionale: Aguirre, furore di Dio (1972), Woyzeck (1979), Nosferatu, il principe della notte (1979), Fitzcarraldo (1982) e Cobra Verde (1987). Sono nella storia del cinema le discussioni, anche violente, che Kinski provocava frequentemente col regista sul set, che tuttavia non impedirono il prosieguo di questo sodalizio, basato su un'alta considerazione reciproca e sul desiderio di sperimentazione espressiva, fino alla morte dell'attore. Rimangono nella storia del cinema almeno due delle sue interpretazioni, quella di Aguirre, il folle conquistador che, spinto dalla sua sete di ricchezza alla ricerca della fantomatica città di El Dorado, troverà la morte in preda alla follia più oscura, e quella di Nosferatu nel rifacimento del capolavoro del 1922, Nosferatu il vampiro di Friedrich Wilhelm Murnau.
Lasciò come regista una sola opera: Kinski Paganini (1989), un film dedicato al celebre violinista Niccolò Paganini, ma avente al contempo anche intenzioni autobiografiche e realizzato con uno stile sperimentale, bizzarro e ultramoderno che ne fece nel tempo un vero cult movie. Dopo la morte di Kinski, Herzog produsse un lungo documentario dal titolo Kinski, il mio nemico più caro (1999), nel quale raccontò il loro sodalizio e descrisse la figura del suo amico utilizzando numerosi spezzoni di riprese fatte sui diversi set cinematografici e interviste con attori che recitarono con Kinski a teatro. 

### Morte
L'attore tedesco morì di infarto a Lagunitas, in California, a 65 anni. Le sue ceneri furono sparse nell'oceano Pacifico.

## Vita privata
Kinski fu sposato tre volte: dal 1952 al 1955 con Gislinde Kühbeck, dalla quale ebbe la figlia Pola; dal 1960 al 1971 con Brigitte Ruth Tocki, dalla quale ebbe la figlia Nastassja; dal 1971 al 1979 con Minhoi Geneviève Loanic, dalla quale ebbe il figlio Nikolai. Dal 1987 al 1990 ebbe una relazione con l'attrice italiana Debora Caprioglio, presentata sempre come sua moglie ma in realtà mai sposata. Per alimentare le voci di un loro matrimonio l'attrice fu accreditata come Debora Kinski nei film Kinski Paganini dello stesso Kinski e La maschera del demonio (1989) di Lamberto Bava, girato subito dopo.

## Controversie
Nel gennaio 2013, a oltre 21 anni dalla scomparsa dell'attore, la figlia maggiore di Kinski, Pola Kinski, ha denunciato nel suo libro Kindermund (Parole di bambini) di essere stata abusata sessualmente dal padre dall'età di 5 anni fino ai 19.
In un'intervista pubblicata dal tabloid tedesco Bild il 13 gennaio 2013, la figlia minore di Kinski e sorellastra di Pola, Nastassja, disse che il padre l'avrebbe abbracciata in modo sessuale quando aveva 4-5 anni, ma che non ha mai avuto rapporti sessuali con lei. Nastassja ha espresso il suo sostegno a Pola e ha detto di aver sempre avuto paura del padre, che ha descritto come un tiranno imprevedibile.

## Filmografia

Kinski nel film Per qualche dollaro in più (1965)

### Attore

#### Cinema
- Morituri, regia di Eugen York (1948)
- I dannati (Decision Before Dawn), regia di Anatole Litvak (1951) - non accreditato
- La paura, regia di Roberto Rossellini (1954) - non accreditato
- Ludwig II: Glanz und Ende eines Königs, regia di Helmut Käutner (1955)
- All'est si muore (Kinder, Mütter und ein General), regia di László Benedek (1955)
- Sarajevo, regia di Fritz Kortner (1955)
- Hanussen, regia di O.W. Fischer e Georg Marischka (1955)
- Waldwinter, regia di Wolfgang Liebeneiner (1956)
- Geliebte Corinna, regia di Eduard von Borsody (1956)
- Tempo di vivere (A Time to Love and a Time to Die), regia di Douglas Sirk (1958)
- Il vendicatore misterioso (Der Rächer), regia di Karl Anton (1960)
- Gli occhi di Londra (Die toten Augen von London), regia di Alfred Vohrer (1961)
- Il segreto del narciso d'oro (Das Geheimnis der gelben Narzissen), regia di Ákos Ráthonyi (1961)
- Bankraub in der Rue Latour, regia di Curd Jürgens (1961)
- Il fantasma maledetto (Die seltsame Gräfin), regia di Josef von Báky (1961)
- L'enigma dell'orchidea rossa (Das Rätsel der roten Orchidee), regia di Helmuth Ashley (1962)
- Il falso traditore (The Counterfeit Traitor), regia di George Seaton (1962)
- Der rote Rausch, regia di Wolfgang Schleif (1962)
- La porta dalle 7 chiavi (Die Tür mit den 7 Schlössern), regia di Alfred Vohrer (1962)
- La taverna dello squalo (Das Gasthaus an der Themse), regia di Alfred Vohrer (1962)
- Edgar Wallace a Scotland Yard (Der Zinker), regia di Alfred Vohrer (1963)
- Il cobra nero (Die schwarze Kobra), regia di Rudolf Zehetgruber (1963)
- Edgar Wallace e l'abate nero (Der schwarze Abt), regia di Franz Josef Gottlieb (1963)
- Il laccio rosso (Das indische Tuch), regia di Alfred Vohrer (1963)
- Scotland Yard contro Dr. Mabuse (Scotland Yard jagt Dr. Mabuse), regia di Paul May (1963)
- Kali Yug, la dea della vendetta, regia di Mario Camerini (1963)
- Il mistero del tempio indiano, regia di Mario Camerini (1963)
- La vedova nera (Das Geheimnis der schwarzen Witwe), regia di Franz Josef Gottlieb (1963)
- Piccadilly ore X missione segreta (Piccadilly null Uhr zwölf), regia di Rudolf Zehetgruber (1963)
- La lunga strada della vendetta (Der letzte Ritt nach Santa Cruz), regia di Rolf Olsen (1964)
- Paga o muori (Wartezimmer zum Jenseits), regia di Alfred Vohrer (1964)
- La tomba insanguinata (Die Gruft mit dem Rätselschloß), regia di Franz Josef Gottlieb (1964)
- Giorni di fuoco (Winnetou - 2. Teil), regia di Harald Reinl (1964)
- Il segreto del garofano cinese (Das Geheimnis der chinesischen Nelke), regia di Rudolf Zehetgruber (1964)
- Grande rapina al treno di Londra (Das Verrätertor), regia di Freddie Francis (1964)
- Neues vom Heker, regia di Alfred Vohrer (1965)
- Il dottor Živago (Doctor Zhivago), regia di David Lean (1965)
- Colpo grosso a Galata Bridge (Estambul 65), regia di Antonio Isasi-Isasmendi (1965)
- Le ragazze del piacere (The Pleasure Girls), regia di Gerry O'Hara (1965)
- Per qualche dollaro in più, regia di Sergio Leone (1965)
- La guerra segreta (The Dirty Game), regia di Christian-Jaque, Werner Klingler, Carlo Lizzani e Terence Young (1965)
- Quién sabe?, regia di Damiano Damiani (1966)
- Il nostro uomo a Marrakech (Our Man in Marrakech), regia di Don Sharp (1966)
- Il lungo coltello di Londra (Circus of Fear), regia di Werner Jacobs e John Llewellyn Moxey (1966)
- Tiro a segno per uccidere (Das Geheimnis der gelben Mönche), regia di Manfred R. Köhler (1966)
- Ad ogni costo, regia di Giuliano Montaldo (1967)
- L'artiglio blu (Die blaue Hand), regia di Alfred Vohrer e Samuel M. Sherman (non accreditato) (1967)
- Le labbra proibite di Sumuru (The Million Eyes of Sumuru), regia di Lindsey Shonteff (1967)
- I cinque draghi d'oro (Five Golden Dragons), regia di Jeremy Summers (1967)
- Justine, ovvero le disavventure della virtù, regia di Jesús Franco (1968)
- Il grande silenzio, regia di Sergio Corbucci (1968)
- A qualsiasi prezzo, regia di Emilio P. Miraglia (1968)
- Ognuno per sé, regia di Giorgio Capitani (1968)
- ...se incontri Sartana prega per la tua morte, regia di Gianfranco Parolini (1968)
- L'uomo, l'orgoglio, la vendetta, regia di Luigi Bazzoni (1968)
- L'assassino ha le ore contate (Coplan sauve sa peau), regia di Yves Boisset (1968)
- Sigpress contro Scotland Yard (Mister Zehn Prozent - Miezen und Moneten), regia di Guido Zurli (1968)
- I bastardi, regia di Duccio Tessari (1968)
- Il conte Dracula (Count Dracula), regia di Jesús Franco (1969)
- La legge dei gangsters, regia di Siro Marcellini (1969)
- Sono Sartana, il vostro becchino, regia di Giuliano Carnimeo (1969)
- Il dito nella piaga, regia di Tonino Ricci (1969)
- 5 per l'inferno, regia di Gianfranco Parolini (1969)
- Due volte Giuda, regia di Nando Cicero (1969)
- A doppia faccia, regia di Riccardo Freda (1969)
- Paroxismus, regia di Jesús Franco (1969)
- La belva, regia di Mario Costa (1970)
- E Dio disse a Caino..., regia di Antonio Margheriti (1970)
- Dossier 212: destinazione morte, regia di Jean Delannoy (1970)
- Appuntamento col disonore, regia di Adriano Bolzoni (1970)
- I Leopardi di Churchill, regia di Maurizio Pradeaux (1970)
- Nella stretta morsa del ragno, regia di Antonio Margheriti (1971)
- Lo chiamavano King..., regia di Giancarlo Romitelli (1971)
- L'occhio del ragno, regia di Roberto Bianchi Montero (1971)
- La bestia uccide a sangue freddo, regia di Fernando Di Leo (1971)
- La vendetta è un piatto che si serve freddo, regia di Pasquale Squitieri (1971)
- Prega il morto e ammazza il vivo, regia di Giuseppe Vari (1971)
- Per una bara piena di dollari, regia di Demofilo Fidani (1971)
- Giù la testa... hombre!, regia di Demofilo Fidani (1971)
- Black Killer, regia di Carlo Croccolo (1971)
- Il venditore di morte, regia di Lorenzo Gicca Palli (1971)
- Aguirre, furore di Dio (Aguirre, der Zorn Gottes), regia di Werner Herzog (1972)
- Il ritorno di Clint il solitario, regia di Alfonso Balcázar (1972)
- La morte ha sorriso all'assassino, regia di Joe D'Amato (1973)
- La mano spietata della legge, regia di Mario Gariazzo (1973)
- Il mio nome è Shangai Joe, regia di Mario Caiano (1973)
- Eroi all'inferno, regia di Michael Wotruba (Aristide Massaccesi) (1973)
- La mano che nutre la morte, regia di Sergio Garrone (1974)
- Le amanti del mostro, regia di Sergio Garrone (1974)
- Le orme, regia di Luigi Bazzoni (1974)
- Chi ha rubato il tesoro dello scià?, regia di Guido Leoni (1974)
- Un genio, due compari, un pollo, regia di Damiano Damiani (1975)
- Che botte ragazzi!, regia di Bitto Albertini (1975)
- Dove vai senza mutandine? (Mir hat es immer Spaß gemacht), regia di Will Tremper (1975)
- Il patto con il diavolo (Lifespan), regia di Sandy Whitelaw (1975)
- L'importante è amare (L'important c'est d'aimer), regia di Andrzej Żuławski (1975)
- L'undicesimo comandamento (Das Netz), regia di Manfred Purzer (1975)
- Erotico profondo (Jack the Ripper), regia di Jesús Franco (1976)
- Nuit d'or, regia di Serge Moati (1976)
- Morte di una carogna (Mort d'un pourri), regia di Georges Lautner (1977)
- Madame Claude, regia di Just Jaeckin (1977)
- La notte dei falchi (Mivtsa Yonatan), regia di Menahem Golan (1977)
- Nosferatu, il principe della notte (Nosferatu: Phantom der Nacht), regia di Werner Herzog (1978)
- La chanson de Roland, regia di Frank Cassenti (1978)
- Woyzeck, regia di Werner Herzog (1979)
- Zoo zéro, regia di Alain Fleischer (1979)
- Schizoid, regia di David Paulsen (1980)
- Haine, regia di Dominique Goult (1980)
- La femme enfant, regia di Raphaële Billetdoux (1980)
- Les fruits de la passion, regia di Shūji Terayama (1981)
- Buddy Buddy, regia di Billy Wilder (1981)
- Venom, regia di Piers Haggard (1981)
- Fitzcarraldo, regia di Werner Herzog (1982)
- Executor (The Soldier), regia di James Glickenhaus (1982)
- Android - Molto più che umano (Android), regia di Aaron Lipstadt (1982)
- Per amore e per denaro (Love & Money), regia di James Toback (1982)
- Nel regno delle fiabe, nell'episodio "La Bella e la Bestia" (1984)
- The Secret Diary of Sigmund Freud, regia di Danford B. Greene (1984)
- La tamburina (The Little Drummer Girl), regia di George Roy Hill (1984)
- La maledizione dei rubini scomparsi (Revenge of the Stolen Stars), regia di Ulli Lommel (1985)
- Creature - Il mistero della prima luna (Creature), regia di William Malone (1985)
- Commando Leopard (Kommando Leopard), regia di Antonio Margheriti (1985)
- Arcobaleno selvaggio, regia di Antonio Margheriti (1985)
- El Caballero del dragón, regia di Fernando Colomo (1985)
- Striscia ragazza striscia (Crawlspace), regia di David Schmoeller (1986)
- Cobra Verde, regia di Werner Herzog (1987)
- Grandi cacciatori, regia di Augusto Caminito (1988)
- Nosferatu a Venezia, regia di Augusto Caminito (1988)
- Kinski Paganini (1989)
- Jesus Christus Erlöser, regia di Peter Geyer (2008) - postumo

### Televisione
- Die Kurve, regia di Peter Zadek (1961) - film TV
- Die Mondvögel, regia di Peter Zadek (1963) - film TV
- I cacciatori del tempo (Timestalkers), regia di Michael Schultz (1987) - film TV

### Regista
- Kinski Paganini (1989)

## Doppiatori italiani
Nelle versioni in italiano dei suoi film, Klaus Kinski è stato doppiato da:
- Sergio Graziani in Quien sabe?, Ognuno per sé, I bastardi, La legge dei gangsters, A doppia faccia, E Dio disse a Caino..., Nella stretta morsa del ragno, L'occhio del ragno, Black Killer, La mano che nutre la morte, Le amanti del mostro, Un genio, due compari, un pollo, L'importante è amare, Nosferatu, il principe della notte, Woyzeck
- Giancarlo Maestri in Tiro a segno per uccidere, Il grande silenzio, 5 per l'inferno, Sono Sartana, il vostro becchino, Il dito nella piaga, Arcobaleno selvaggio
- Virginio Gazzolo in L'uomo, l'orgoglio, la vendetta, Appuntamento col disonore, La vendetta è un piatto che si serve freddo, Il venditore di morte
- Gianfranco Bellini in Due volte Giuda, Giù la testa... hombre!, Il mio nome è Shangai Joe
- Michele Kalamera in Che botte ragazzi!, Erotico profondo, La tamburina
- Dario Penne in Commando Leopard, Cobra Verde, Nosferatu a Venezia
- Renato Izzo in Giorni di fuoco, ...se incontri Sartana prega per la tua morte
- Cesare Barbetti in Il dottor Živago, La mano spietata della legge
- Giacomo Piperno in Ad ogni costo, Prega il morto e ammazza il vivo
- Nando Gazzolo in Justine, ovvero le disavventure della virtù, La belva
- Luciano Melani in I Leopardi di Churchill, Il ritorno di Clint il solitario
- Pino Colizzi in La notte dei falchi, I cacciatori del tempo
- Roberto Gicca in Tempo di vivere
- Bruno Persa in Per qualche dollaro in più
- Adalberto Maria Merli in A qualsiasi prezzo
- Manlio De Angelis in Sigpress contro Scotland Yard
- Carlo Sabatini in Lo chiamavano King...
- Giorgio Piazza in La bestia uccide a sangue freddo
- Sergio Tedesco in Per una bara piena di dollari
- Pier Luigi Zollo in Aguirre, furore di Dio
- Carlo Valli in Haine - L'odio
- Gianni Marzocchi in Buddy Buddy
- Corrado Pani in Venom
- Renato De Carmine in Fitzcarraldo
- Angelo Nicotra in Grandi cacciatori
- Fabio Mazzari in Il patto con il diavolo
- Massimo Lodolo in Il lungo coltello di Londra (ridoppiaggio)

Nell'edizione italiana di Kinski Paganini, l'attore si doppia da solo.